# 슬라이드쇼

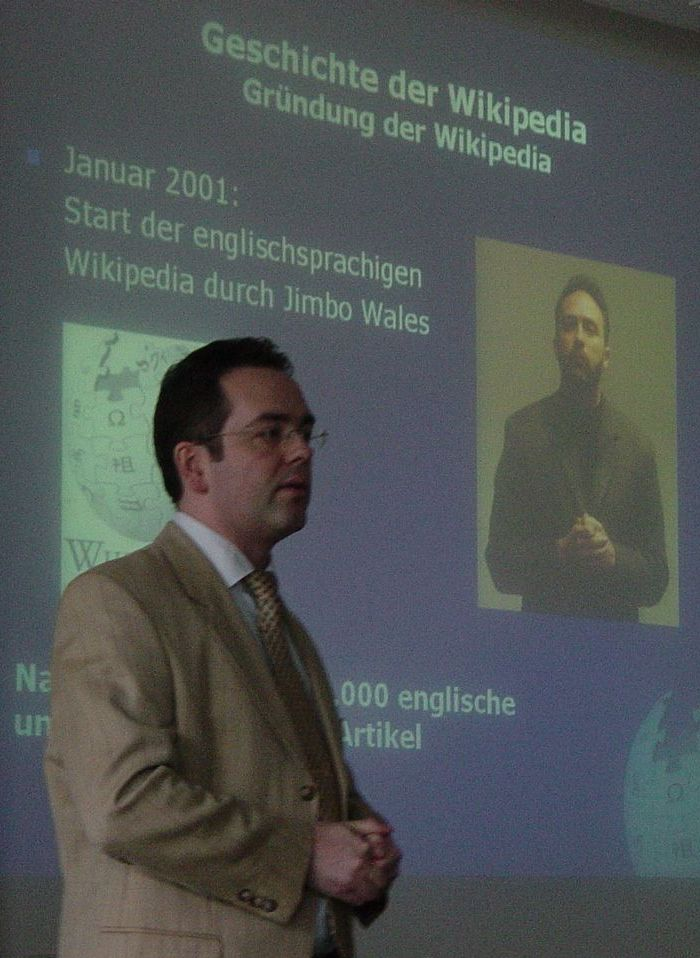
독일의 슬라이드 쇼

슬라이드 쇼(slideshow, slide show)는 일련의 정지 이미지(슬라이드)를 영사막이나 전자 디스플레이 장치에 미리 정해진 순서로 프레젠테이션하는 것이다. 변경은 자동으로 정해진 간격으로 이루어지거나 발표자 또는 시청자가 수동으로 제어할 수 있다. 슬라이드 쇼는 원래 슬라이드 영사기로 화면에 투사되는 일련의 개별 사진 슬라이드로 구성되었으며, 슬라이드가 개별적인 물리적 객체가 아닌 비디오 또는 컴퓨터 기반 시각적 등가물과는 대조적이다.
슬라이드 쇼는 순전히 시각적 관심이나 예술적 가치를 위해 이미지를 제시하는 것일 수 있으며, 때로는 설명이나 텍스트가 동반되지 않을 수도 있고, 또는 구두로 제시되는 정보, 아이디어, 의견, 해결책 또는 제안을 명확히 하거나 강화하는 데 사용될 수도 있다. 슬라이드 쇼는 여전히 회전식 슬라이드 영사기나 오버헤드 프로젝터와 같은 장치를 사용하는 발표자에 의해 진행되기도 하지만, 오늘날에는 전자 비디오 디스플레이 장치와 프레젠테이션 소프트웨어를 실행하는 컴퓨터의 사용이 일반적이다.

## 역사
슬라이드 쇼는 1600년대에 유리 위에 손으로 그린 이미지가 "환등기"로 벽에 처음 투사되면서 시작되었다. 1700년대 후반에는 쇼맨들이 환등기를 사용하여 주마등이라는 인기 있는 형태의 오락에서 초자연적인 환상으로 관객을 사로잡았다. 햇빛, 양초, 석유 램프만이 유일한 광원이었다. 새롭고 훨씬 더 밝은 인공 광원의 개발은 이미지 투사를 위한 실용적인 응용 분야를 열었다. 1800년대에는 이야기나 강의를 설명하기 위해 손으로 그린 유리 "랜턴 슬라이드"가 투사되기도 했다. 세기 내내 오락과 교육을 위한 광범위하고 다양한 용도가 발전했다. 1900년까지 사진 이미지가 유리 위에 손으로 그린 이미지를 대체했지만, 흑백 사진은 때때로 투명 염료로 손으로 채색되었다. 랜턴 슬라이드의 생산은 상당한 산업이 되었으며, 미국에서는 높이 3.25인치, 폭 4인치, 영국 및 유럽 대부분에서는 3.25인치 정사각형으로 치수가 표준화되었다.
"환등기 쇼"는 또한 가정 오락의 한 형태로 사용되었으며, 특히 어린이들에게 인기가 많았다. 투사된 "움직이는 그림"의 출현 이후에도 상업적인 대중 오락 사이에서 자리를 유지했다. 영화 상영 사이에 초기 영화관에서는 종종 "삽화가 있는 노래"를 상영했는데, 이는 일련의 투사된 랜턴 슬라이드에서 가사와 삽화를 제공하는 공동 노래였다. 극장에서는 또한 랜턴을 사용하여 광고 슬라이드와 "부인 여러분, 모자를 벗어주십시오"와 같은 메시지를 투사했다.
35mm 코다크롬 컬러 필름이 1936년에 도입된 후, 필름이 생성하는 매우 작은 투명 필름에 더 잘 맞도록 새로운 표준 2×2인치(5×5cm) 소형 랜턴 슬라이드 형식이 만들어졌다. 광고에서는 고풍스러운 "환등기" 용어가 간소화되어, 액자에 끼워진 필름 조각은 단순히 "슬라이드"가 되었고, 이를 투사하는 등롱은 "슬라이드 영사기"가 되었다.
가정용 슬라이드 쇼는 1950년대와 1960년대에 미국 중산층 가정에서 비교적 흔한 현상이었다.
2×2인치(5×5cm) 금속, 카드 또는 플라스틱 프레임에 장착된 35mm 필름 이미지는 여전히 가장 일반적인 사진 슬라이드 형식이다.

## 사용
잘 정리된 슬라이드 쇼는 발표자가 구두 발표에 시각적 이미지를 맞출 수 있게 해준다. "그림 한 장이 천 마디 말보다 낫다"는 옛 속담이 사실인 것처럼, 단일 이미지는 발표자가 한 단락의 묘사적인 세부 사항을 말하는 수고를 덜어줄 수 있다. 다른 공개 연설이나 강의와 마찬가지로, 성공적인 슬라이드 쇼 프레젠테이션을 만들기 위해서는 어느 정도의 재능, 경험, 그리고 예행연습이 필요하다.
프레젠테이션 소프트웨어는 비즈니스 세계에서 가장 흔하게 사용되며, 매일 수백만 개의 프레젠테이션이 만들어진다. 또 다른 매우 중요한 사용 영역은 교육 목적이며, 일반적으로 역동적인 시청각 프레젠테이션을 만드는 것을 목표로 한다. 전체 프레젠테이션에 대한 관련 요점은 슬라이드에 포함되며, 구두 독백을 동반한다.
슬라이드 쇼는 화면 보호기로 사용되거나, 예를 들어 박물관 프레젠테이션이나 설치 미술에서 동적인 이미지를 제공하는 등 예술적인 용도로도 사용된다. 데이비드 번은 다른 예술가들과 함께 파워포인트 아트를 만들었다. 슬라이드 쇼는 애니메이션과 게임을 만드는 데도 사용되었다.

## 미술에서의 활용
1960년대 후반부터 시각 예술가들은 박물관과 갤러리에서 슬라이드 쇼를 장치로 사용해왔는데, 특정 행동이나 연구에 대한 정보를 제시하거나 그 자체로 현상학적인 형태를 나타내는 데 사용되었다. 볼티모어 미술관에서 조직된 "슬라이드 쇼"라는 전시회의 서문에 따르면: "슬라이드 영사기와 35mm 컬러 투명 필름이라는 단순한 기술을 통해, 예술가들은 투사된 그림, 텍스트, 이미지를 확대하여 공간을 변형시킬 수 있는 도구를 발견했습니다." 비록 일부 예술가들이 반드시 35mm 또는 컬러 슬라이드를 사용하지는 않았고, 로버트 배리와 같은 일부 예술가들은 이미지 대신 텍스트를 사용하기도 했지만, 35mm 컬러 필름 슬라이드가 가장 일반적으로 사용된다. 이미지는 때때로 같은 슬라이드 안에 또는 인터타이틀로 쓰여진 텍스트를 동반한다. 제임스 콜먼과 로버트 스미스슨과 같은 일부 예술가들은 슬라이드 프레젠테이션에 보이스오버를 사용했다.
슬라이드 쇼는 회화나 조각과 같은 다른 매체를 사용하는 예술가들이 자신의 작업을 공개적으로 발표하기 위해 사용하기도 했다. 최근에는 젊은 세대의 예술가들에 의한 슬라이드 쇼 사용이 증가하고 있다. 비영리 단체인 슬라이드럭 팟쇼(Slideluck Potshow)는 아마추어 및 전문 예술가, 사진작가, 갤러리스트의 작품을 특징으로 하는 슬라이드 쇼 행사를 전 세계적으로 개최한다. 참가자들은 포트럭 스타일로 음식을 가져와 슬라이드 쇼가 시작되기 전에 사교적인 저녁 식사를 한다.
슬라이드 쇼를 자신의 작품에 사용한 다른 유명한 예술가로는 바스 얀 아데르, 프랜시스 알리스, 얀 디베츠, 댄 그레이엄, 로드니 그레이엄, 낸 골딘, 루이스 롤러, 아나 멘디에타, 조나단 몽크, 데니스 오펜하임, 앨런 세큘라, 캐리 영, 크쥐시토프 보디츠코가 있다.

## 디지털

주분투 16.04의 슬라이드 쇼

디지털 사진 슬라이드 쇼는 고객의 사진, 음악, 결혼식 초대장, 출생 알림 또는 사실상 스캔 가능한 모든 문서를 사용하여 맞춤 제작할 수 있다. 일부 제작자들은 그 결과물인 DVD를 새로운 포토몽타주라고 부른다. 슬라이드 쇼는 DVD뿐만 아니라 HD 비디오 형식과 실행 가능한 컴퓨터 파일로도 만들 수 있다. 사진 슬라이드 쇼 소프트웨어는 전자 디지털 슬라이드 쇼를 쉽게 만들 수 있게 하여 고가의 컬러 리버설 필름의 필요성을 없애고 디지털 카메라와 컴퓨터만 있으면 되게 했다.
사진 슬라이드 쇼 소프트웨어는 단순히 사진을 보여주는 것 이상의 많은 옵션을 제공한다. 전환 효과, 팬 및 줌 효과, 비디오 클립, 배경 음악, 내레이션, 캡션 등을 추가할 수 있다. 컴퓨터 소프트웨어를 사용함으로써 다른 방법으로는 실용적이지 않은 방식으로 프레젠테이션을 향상시킬 수 있다. 완성된 슬라이드 쇼는 선물용 또는 보관용으로 DVD에 구울 수 있으며, 나중에 일반 DVD 플레이어로 볼 수 있다.

## 웹 기반 슬라이드 쇼
웹 기반 슬라이드 쇼는 웹 브라우저를 사용하여 재생(보기 또는 제시)할 수 있는 슬라이드 쇼이다. 일부 웹 기반 슬라이드 쇼는 프레젠테이션 소프트웨어에서 생성되며 변경하기 어려울 수 있다(보통 의도치 않게). 다른 것들은 슬라이드 쇼를 쉽게 편집하고 변경할 수 있는 템플릿을 제공한다.
완전한 기능을 갖춘 프레젠테이션 프로그램에 비해 웹 기반 슬라이드 쇼는 일반적으로 기능이 제한적이다.
웹 기반 슬라이드 쇼는 일반적으로 HTML, 자바스크립트 및 CSS 코드(파일)로 생성되거나 작성된다.

## 같이 보기
- 프레젠테이션 소프트웨어